# Pismo phags-pa

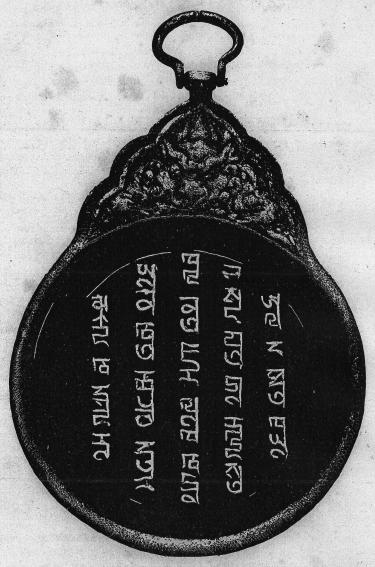
Glejt z czasów mongolskiej dynastii Yuan

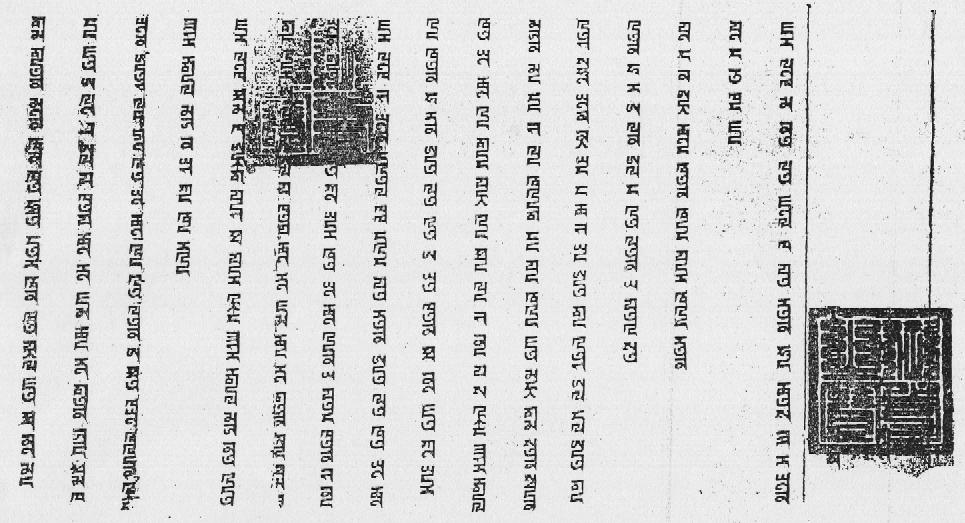
Edykt cesarski w piśmie phags-pa

Pismo phags-pa (mong. дөрвөлжин үсэг dörvöljin üseg, dosłownie: „kwadratowe pismo”; tyb. ཧོར་ཡིག་གསར་པ་, Wylie: hor yig gsar pa „nowe pismo mongolskie”; chiń. 蒙古新字, pinyin: měnggǔ xīnzì, również w znaczeniu „nowe pismo mongolskie” – właściwiej 'phags-pa, także pasypa (chiń. 八思巴文 bāsībā wén)) – alfabet sylabiczny opracowany przez tybetańskiego lamę Blo-gros rGyal-mtshan, zwanego 'Phags-pa (tyb. འཕགས་པ་, mong. ꡖꡍꡂꡛ ꡌ), dla cesarza Kubilaj-chana, jako system pisma dla wszystkich języków używanych w cesarstwie chińskim w okresie panowania dynastii Yuan. Pismo to wyszło z użycia w okresie Ming, lecz nadal używano go do fonetycznego zapisu podczas nauki języka chińskiego. Pismo to jest ważne z tego względu, że zabytki piśmiennictwa w tym alfabecie stanowią znaczące źródło danych na temat ewolucji języka chińskiego oraz innych języków azjatyckich. Pismo to zostało pomyślane jako pismo mongolskie, lecz w rzeczywistości większość zachowanych tekstów w tym alfabecie zostało napisanych w języku chińskim.

## Charakterystyka
Phags-pa wywodzi się z pisma tybetańskiego, lecz w odróżnieniu od niego zapisywane je pionowo, zgodnie z przyzwyczajeniami mongolskimi i chińskimi.